# 3. ŽNL Osječko-baranjska NS Osijek 2011./12.
Ligu je osvojio NK Brijest i time se kvalificirao u 2. ŽNL Osječko-baranjsku NS Osijek.

## Tablica
| Mj. | Klub                     | Sus. | Pobj. | Nerj. | Por. | GR.   | Bod. |
| --- | ------------------------ | ---- | ----- | ----- | ---- | ----- | ---- |
| 1.  | NK Brijest               | 16   | 13    | 2     | 1    | 52:11 | 41   |
| 2.  | NK Klas Čepin            | 16   | 11    | 2     | 3    | 39:13 | 35   |
| 3.  | NK Radnički Dalj         | 16   | 11    | 1     | 4    | 52:24 | 34   |
| 4.  | NK Gibarac '95 Čokadinci | 16   | 9     | 3     | 4    | 40:21 | 30   |
| 5.  | NK Goleo Dopsin          | 16   | 9     | 3     | 4    | 28:19 | 30   |
| 6.  | NK Sarvaš                | 16   | 5     | 2     | 9    | 31:43 | 17   |
| 7.  | NK Palača                | 16   | 3     | 1     | 12   | 23:49 | 10   |
| 8.  | NK Erdut                 | 16   | 3     | 1     | 12   | 23:51 | 10   |
| 9.  | NK LIV Vladislavci       | 16   | 0     | 1     | 15   | 15:72 | 1    |

## Rezultati
| Slobodan: NK Sarvaš NK Gibarac '95 Čokadinci - NK Radnički Dalj 0:1 NK LIV Vladislavci - NK Brijest 0:6 NK Palača - NK Klas Čepin 0:1 NK Erdut - NK Goleo Dopsin 0:4 | Slobodan: NK Goleo Dopsin NK Klas Čepin - NK Erdut 4:1 NK Brijest - NK Palača 5:0 NK Radnički Dalj - NK LIV Vladislavci 9:0 NK Sarvaš - NK Gibarac '95 Čokadinci 2:5 | Slobodan: NK Gibarac '95 Čokadinci NK LIV Vladislavci - NK Sarvaš 2:2 NK Palača - NK Radnički Dalj 1:5 NK Erdut - NK Brijest 1:3 NK Goleo Dopsin - NK Klas Čepin 0:1 |
| Slobodan: NK Klas Čepin NK Brijest - NK Goleo Dopsin 1:1 NK Radnički Dalj - NK Erdut 4:0 NK Sarvaš - NK Palača 5:1 NK Gibarac '95 Čokadinci - NK LIV Vladislavci 3:1 | Slobodan: NK LIV Vladislavci NK Palača - NK Gibarac '95 Čokadinci 1:3 NK Erdut - NK Sarvaš 1:2 NK Goleo Dopsin - NK Radnički Dalj 0:2 NK Klas Čepin - NK Brijest 1:0 | Slobodan: NK Brijest NK Radnički Dalj - NK Klas Čepin 0:1 NK Sarvaš - NK Goleo Dopsin 2:3 NK Gibarac '95 Čokadinci - NK Erdut 4:1 NK LIV Vladislavci - NK Palača 1:2 |
| Slobodan: NK Palača NK Erdut - NK LIV Vladislavci 7:4 NK Goleo Dopsin - NK Gibarac '95 Čokadinci 2:1 NK Klas Čepin - NK Sarvaš 3:0 NK Brijest - NK Radnički Dalj 3:0 | Slobodan: NK Radnički Dalj NK Sarvaš - NK Brijest 2:5 NK Gibarac '95 Čokadinci - NK Klas Čepin 1:0 NK LIV Vladislavci - NK Goleo Dopsin 0:1 NK Palača - NK Erdut 1:1 | Slobodan: NK Erdut NK Goleo Dopsin - NK Palača 2:1 NK Klas Čepin - NK LIV Vladislavci 2:1 NK Brijest - NK Gibarac '95 Čokadinci 3:0 NK Radnički Dalj - NK Sarvaš 3:1 |
| Slobodan: NK Sarvaš NK Radnički Dalj - NK Gibarac '95 Čokadinci 4:2 NK Brijest - NK LIV Vladislavci 1:0 NK Klas Čepin - NK Palača 4:0 NK Goleo Dopsin - NK Erdut 2:1 | Slobodan: NK Goleo Dopsin NK Erdut - NK Klas Čepin 1:7 NK Palača - NK Brijest 2:3 NK LIV Vladislavci - NK Radnički Dalj 3:8 NK Gibarac '95 Čokadinci - NK Sarvaš 2:2 | Slobodan: NK Gibarac '95 Čokadinci NK Sarvaš - NK LIV Vladislavci 3:0 NK Radnički Dalj - NK Palača 3:0 NK Brijest - NK Erdut 3:0 NK Klas Čepin - NK Goleo Dopsin 0:0 |
| Slobodan: NK Klas Čepin NK Goleo Dopsin - NK Brijest 0:4 NK Erdut - NK Radnički Dalj 1:3 NK Palača - NK Sarvaš 3:2 NK LIV Vladislavci - NK Gibarac '95 Čokadinci 0:7 | Slobodan: NK LIV Vladislavci NK Gibarac '95 Čokadinci - NK Palača 5:1 NK Sarvaš - NK Erdut 3:0 NK Radnički Dalj - NK Goleo Dopsin 4:1 NK Brijest - NK Klas Čepin 3:0 | Slobodan: NK Brijest NK Klas Čepin - NK Radnički Dalj 3:3 NK Goleo Dopsin - NK Sarvaš 4:0 NK Erdut - NK Gibarac '95 Čokadinci 1:4 NK Palača - NK LIV Vladislavci 6:1 |
| Slobodan: NK Palača NK LIV Vladislavci - NK Erdut 1:3 NK Gibarac '95 Čokadinci - NK Goleo Dopsin 0:0 NK Sarvaš - NK Klas Čepin 0:3 NK Radnički Dalj - NK Brijest 2:4 | Slobodan: NK Radnički Dalj NK Brijest - NK Sarvaš 7:1 NK Klas Čepin - NK Gibarac '95 Čokadinci 1:2 NK Goleo Dopsin - NK LIV Vladislavci 4:0 NK Erdut - NK Palača 4:2 | Slobodan: NK Erdut NK Palača - NK Goleo Dopsin 2:4 NK LIV Vladislavci - NK Klas Čepin 1:8 NK Gibarac '95 Čokadinci - NK Brijest 1:1 NK Sarvaš - NK Radnički Dalj 4:1 |